# Liste des boursiers Killam, par ordre alphabétique J
| Nom                    | Année | Université                     | Discipline           |
| ---------------------- | ----- | ------------------------------ | -------------------- |
| H. Jackson             | 2001  | Université de Toronto          | Littérature Anglaise |
| J.R. de J. Jackson     | 1975  | Université de Toronto          | Anglais              |
| J.R.de J. Jackson      | 1982  | Université de Toronto          | Anglais              |
| William Jaffe          | 1975  | Université York                | Économique           |
| B.R. James             | 1993  | Université of British Columbia | Chimie               |
| N.P. James             | 1998  | Université Queen's             | Sciences géologiques |
| Bogumil K. Jewsiewicki | 1990  | Université Laval               | Histoire             |
| K.H. Jhamandas         | 1980  | Université Queen's             | Médecine             |
| S. John                | 1998  | Université de Toronto          | Physique             |
| J.B. Jones             | 1986  | Université de Toronto          | Chimie               |
| André Joyal            | 1985  | UQAM                           | Mathématiques        |
| R.C. Joyner            | 1969  | Université York                | Psychologie          |